# 幸福号出帆
『幸福号出帆』（こうふくごうしゅっぱん）は、三島由紀夫の長編小説。全20章から成る。密輸に手を染めるイタリア人混血の兄と、オペラ歌手志望の日本人の異父妹が、様々な恋愛模様や珍騒動を越え、逃避行の旅へ出帆する物語。現実とオペラ『カルメン』が交錯するスリリングな展開の娯楽的な趣の中にも、兄妹のまま永久に終わらない愛に旅立つ男女の純愛が描かれている。三島の妹・美津子（17歳で早世）の面影がヒロインに重ねられていることが看取される作品である。
1955年（昭和30年）、『読売新聞』6月18日から11月15日に連載された。単行本は翌年1956年（昭和31年）1月30日に新潮社より刊行された。文庫版は1978年（昭和53年）6月に集英社文庫、1996年（平成8年）7月にちくま文庫、2010年（平成22年）11月に角川文庫で刊行された。
三島没後10年の1980年（昭和55年）11月15日に藤真利子主演で映画化された。

## 執筆背景・構成
構成は、前半部分は「グランド・ホテル形式」（ホテルのような一つの大きな場所に様々な人間模様をもった人たちが集まって、そこから物語が展開するスタイル）に基づいた構成を取り入れていると見られており、バルザックの『ゴリオ爺さん』の下宿屋・ヴォケール館の食堂に当たるのが、オペラ歌手・歌子の邸宅の食堂兼居間となっている。
『幸福号出帆』は、このようにフランス伝統の物語形式を積極的に取り入れているが、その方法理念や小説技法を、より洗練し活用したのが、のちの『鏡子の家』とされ、『幸福号出帆』の「実験」がなければ後発の純文学作品『鏡子の家』は生まれなかったといわれている。
なお当初、題名は、「孔雀の譲位」「歌と黄金」「女神と脇仏たち」なども考えられていた。

## 時代背景
作中には、街頭テレビや、ヒロインが手で洗濯をする場面があるが、この当時はまだ一般家庭にテレビも洗濯機さえもなかった時代であった。また現代で「密輸」といえば麻薬であるが、『幸福号出帆』の主人公たちが手を染めるのは高級腕時計などの「密輸」である。これは当時の日本が完全な保護貿易主義下にあり、輸入品には多額の関税が課せられていたため、時計などの品物の密輸が東京湾一帯で横行していた。三島の「創作ノート」にも当時の密輸事件に関する新聞記事の切り抜きが貼られており、1955年（昭和30年）2月8日未明に輸出砂糖の横流し船団が隅田川で逮捕され、主犯格の4名が指名手配される事件と、同年5月4日にスイス製時計を密輸入した麻薬王の中国人が3名逮捕される事件があった。
『幸福号出帆』は、三島の作品の中ではいわゆる純文学ではなく、エンターテイメント作品に属するが、それでも執筆のための取材や調査は徹底して行われていたことが、三島の死後に発見された「創作ノート」で明らかとなり、娯楽作品にも手を抜くことがなく、エンターテイメントには「時代相」を濃厚に反映させなければならないという、プロの作家の使命感が強くあったことが窺われている。

## あらすじ
銀座のデパート店員・山路三津子はオペラ歌手を夢みながら、月島の古い借家で母・正代と、兄・敏夫と暮していた。一家は家主に立ち退きを迫られていた。敏夫は正業に就かず、家にもあまり帰らなかったが、三津子には贅沢な洋食を御馳走したり服を買ってやったりする妹思いの兄だった。女に貢がれているんだと敏夫は説明していたが、三津子は兄が勝鬨橋付近で何か秘密の受け渡しをしているのに気づいていた。2人は父親の違う兄妹で、三津子の実父はすでに亡くなり、敏夫の実父はイタリア人で、敏夫は混血であった。しかし三津子は細かい家庭の事情はほとんど気にせず、幼い時から兄が大好きだった。
梅雨入り間近のある日、母・正代は朝刊の「ソプラノ歌手 コルレオーニ・歌子さん　イタリア人亡夫の3,000万円の遺産を承く」という記事を見て喜んだ。貧乏暮らしに光が見えた正代は息子と娘を連れ、渋谷神山町の歌子の家を訪ねた。歌子の夫のイタリア人オペラ歌手・コルレオーニは、敏夫の実父だったからだ。歌子と正代は昔の恋の宿敵だったが、オペラ歌手仲間でもあった。歌子と正代は懐かしい感激の対面をした。マスコミのフラッシュがたかれる中、歌子は話題作りの宣伝のため瞼の母を演じ、敏夫を自分の子だと記者会見したりした。歌子邸にはコルレオーニが本国へ帰った後、彼の門下生の歌手4人とその家族の計10人が間借りしていた。山路一家も歌子邸に間借りすることとなり、その代りに老嬢のアルト歌手・高橋ゆめ子が邸を追い出された。
歌子の歌劇団は三津子を加えて心機一転、「帝国オペラ協会」と名付けられた。悪知恵の働く敏夫は、遺産相続の納税額を自分が苦心して半額にしてもらったと歌子に大嘘をつき、歌劇団の会計係を任されることになった。その一件の際、口裏を合わせた敏夫の元同級生の税理士・松本は、敏夫と歌子からお礼として二子玉川の鮎料理屋に招かれ、そこに友人の富田を誘った。税関吏の富田は三津子に一目ぼれをした。一方、歌子邸の間借人のテノール歌手・萩原も三津子を好きになっていた。しかし萩原は歌子のつばめ（愛人）だった。
敏夫の年上の情婦で、銀座のレストラン「イタリア亭」のマダム・房子は、実はある密輸組織の東京港支部のボスだった。敏夫はそのことは全く知らずに下っ端の小包買人「19号」をやっていたが、歌子邸に居候してからは足を洗った。房子の密輸組織の黒幕は元GHQ関係者のアメリカ人・ハワードという男で、今は香港にいた。房子は未亡人で元男爵夫人だったが敗戦後の財産税に苦しめられ、ハワードの愛人となり密輸の道へ手を染めて行ったのだった。「イタリア亭」の特別室にはハワードの腹心の三国人・張や取引商人が秘密裡に出入りしていた。そんな「イタリア亭」にいつの間にか、高橋ゆめ子が就職し、クローク係から会計係に出世していた。ゆめ子はその実直な働きぶりを買われ、房子の密輸の腹心となった。
帝国オペラ協会が11月15日に『椿姫』を公演することとなった。敏夫の悪知恵により主役ヴィオレッタは歌子から三津子に決定した。三津子はデパートを退職し本格的デビューをすることになった。ところが前日の舞台稽古の際に、楽屋で三津子と萩原が接吻しているのを、ゆめ子の導きで知った歌子が怒り、三津子は役から外された。三津子は芸術家たちのねちねちした内情に失望し、これをきっかけに敏夫と家出して清洲橋のたもとにあるアパートで暮らしはじめた。敏夫は前々から、歌子の金を持ち逃げして妹と2人だけで暮らすことを準備していたのだった。敏夫は歌子から盗んだ500万円から、小さな木造の機帆船を船長と機関手ごと買い取り、彼らと東京湾内でカタギの荷役の仕事を始めた。船の名前は「幸福号」で登記した。
恋しい敏夫と会えなくなった房子が、敏夫の子分のようになっている「18号」と会い、敏夫の居所をつきとめた。敏夫と離れていたくない房子はゆめ子の入れ知恵で、自分たちの身元を明かし、兄妹一緒に密輸組織の仲間に引き入れることにした。ちょうど三津子は、アパートで隠れて生きる単調な暮らしに飽き、スリルを求めていたので、兄妹は密輸仲間に加わり、ハワード名義の牛込の房子邸に同居することになった。敏夫は荷役の仕事でカモフラージュにしながら、高級腕時計やサントニンなどの密輸品の運搬をやった。
新年となった。税関の検査が厳しくなり、香港から「乗船監吏を至急仲間に引き入れろ」という電文が来た。三津子は富田のことを思い出し、彼を誘惑することに決めた。一方、歌子の老いた『椿姫』の失敗で傾いた歌劇団の男性歌手らは、再び三津子を担ぎ何とか敏夫の盗んだ金で自分たちの公演の機会を得ようと考え、三津子を探して町を廻っていた。三津子は富田と喜多能楽堂でデート中、「僕と結婚して下さい。…2、3日中に御母堂にお願いに上りたいと思います」とふるえる字で書かれた名刺を富田から渡された。富田は松本から歌子邸の住所を聞き出していた。困った三津子は、ちょうど出くわした萩原をダシに使い、アバズレ女を演じた。しかし富田はライバルの萩原を突き飛ばし、三津子をタクシーでさらっていった。
連れ込みホテルで富田を誘惑しようとした三津子だったが、無理なアバズレ演技をしていることを彼に見抜かれた。三津子はじれったくなり、自分は密輸団の悪い女だと先に言ってしまい、付き合っている本当の目的も喋ってしまった。激昂した富田の悲しい野獣のような抱擁に、三津子は危うく彼を愛しそうになったが、富田は理性を取戻した。そして彼は、三津子が自分を愛するようになるまで我慢し、密輸団の一味になることを誓った。税関吏を仲間に引き入れたことで、ハワードはウイスキー何ダースもの重い荷まで密輸するようになった。敏夫と房子も気が大きくなり、ポーカー賭博に手を出し1,000万以上すってしまった。夏ごろ日本へやって来るハワードにバレたら冗談ではすまされないと、三国人の張は自分の首をチョン切るまねをした。
1,000万の穴埋めのため、張と房子たちは危ない橋をわたることにした。表向き貿易会社の看板を出している張は、精糖会社の下請けの商事会社と結託し、原糖輸入時にかけられた税金が戻される海外輸出用精糖を国内で流し、その莫大な税金のサヤをせしめる計画をした。その「輸出に偽装した密輸入」は、横浜の倉庫にある精糖5,000袋を横浜港の貨物船に運ぶふりをし、東京港から隅田川へ運ぶという作戦だった。仕事は3隊に別れ、敏夫の「幸福号」は第1隊となった。トラック30台の手配は、三津子が何も知らない歌劇団の男性歌手たちにやらせた。決行前のある春の日、三津子と富田、敏夫とゆめ子の2カップルは箱根の芦ノ湖へ花見旅行に行った。ゆめ子を加えたのは、恋人役のゆめ子を富田につきまとわせ、妹の貞操を守ろうという敏夫の意図だった。三津子は旅行中、富田にこれまでのいろいろなことを謝った。
輸出用精糖横流し決行日の4月15日の夜が来た。その日、「イタリア亭」で待つ房子と三津子とゆめ子は店に萩原たちを呼び、オペラ『カルメン』をやって遊ぶことにした。一方、そのころ張と敏夫と船長らは中華街で腹ごしらえし、仕事にとりかかった。万が一の時の逃亡に備え、敏夫らは張の忠言で有り金を全部腹巻に縫いつけていた。「幸福号」は無事仕事を終え、佃の渡しそばの湊町の船だまりにいた。そこへ富田がとんで来た。警察がこの仕事をかぎつけ、一網打尽にされるという情報だった。「イタリア亭」にも捜査の目がいっていた。張と敏夫から連絡を受け、「イタリア亭」の房子とゆめ子は一旦ハワード邸へ逃げ、三津子は敏夫の元へ逃げて来た。密輸で貯めた金を餞別にくれた富田に、三津子は母・正代への別れの手紙を託して、敏夫と国外逃避行に出帆した。カルメンの扮装のままの三津子は富田へ赤いバラを投げた。ケビンの中で2人だけで寄り添う三津子と敏夫は幸福だった。
歌子と正代は兄妹の別れの手紙を読んだ後、敏夫と三津子のことをしみじみと語り合った。実は敏夫は正代の子ではなく、本当は歌子の産んだ子で、敏夫と三津子には全く血の繋がりがないのだった。「でもあの2人は、永久にそれを知らずにすぎてしまうわけですわね」と歌子が言うと、正代は、「…永久に兄妹の愛に終ってしまうんですわね。世界中で一等愛し合っている2人なのに、恋人にもなれず、夫婦にもなれずに」と言った。歌子が、「永久に清らかな愛のままで、…でもそれが不幸でしょうか」と問うと、正代は、「さあ、不幸か幸福かそれはわかりません。もし2人が、お互いに男と女として愛し合ってよいことに気がついたら、それで幸福になったとも限りませんもの。兄妹愛、美しい清らかな愛、永久に終りのない愛」と答えた。歌子も、「永久に終らない音楽……永久に終らないオペラ」と呟き、母たちは「兄妹」が出帆した海を見に行った。

## 登場人物
山路三津子
銀座のNデパートの靴下売り場で働きながらオペラ歌手をめざしていた。職場の合唱団のパートはソプラノ。父を早世し、家族は母と兄。兄思いの妹。オペラを歌っているときは現実生活を忘れられるので芸術の世界に憧れていたが、芸術家たちのギスギスした内情を知り、やがて兄の属する冒険の世界に魅惑を見出す。
山路敏夫
三津子の兄で23歳。イタリア人との混血。三津子とは父親が違う兄妹として育つ。同盟国との混血なのに小学校の頃はあいのこ、スパイとからかわる。終戦の年に小学校を卒業した。中学校では母親をパンパン呼ばわりされ、相手の前歯を3本折って放校となった。この頃から逆説的に親不孝となり、私立大学を中退後は正業にも就かず、勝鬨橋付近で密輸品の買人をやっていた。実の父親はイタリアの有名オペラ歌手のコルレオーニ。自分を捨てた父を恨み、芸術を毛嫌いしているが、妹の夢は応援している。
山路正代
三津子と敏夫の母親。昭和12年ごろF歌劇団にいた元オペラ歌手。夫に先立たれ、戦災を免れた月島の古い借家で子供を育てた。娘の三津子に、歌の手ほどきやピアノを教えた。敏夫を育てるにあたってコルレオーニからお金とダイヤモンドの指輪を渡された。その後に結婚した日本人の夫（三津子の父親）に死なれ、お金に困ってもダイヤを売らずに貧乏暮らしをつづけていた。
コルレオーニ・歌子
60歳だが自称38歳。有名ソプラノ歌手。コルレオーニの日本妻。実は敏夫の産みの母。女王様のような性格。夫が日本を去ってから彼の門下生を渋谷区神山町の家に間借りさせている。歌子邸の住人は皆一緒に食事をとるが、がんもどきや竹輪までナイフとフォークをあやつって食べる習慣に従わなければならない。山路正代とは昔の友人でもあり、若き日のコルレオーニを巡る恋の宿敵でもあった。コルレオーニと歌子は芸術一途に生きるため、敏夫は産まれてすぐに正代に引き取られた。
房子
レストラン「イタリア亭」のマダム。30代の優雅な美女で敏夫の情婦。敏夫を愛し、かげでも敏夫のことを「坊や」と呼ぶ。戦前は元男爵夫人だったが、夫に死なれ敗戦後は財産税に苦しみ、GHQ関係者のアメリカ人・ハワードの愛人となった。ハワードは敗戦日本で大金を稼ぎ、占領政治が終ると「イタリア亭」を房子に置土産にして日本を去り、香港を拠点に密輸事業を展開した。ハワードは房子を東京港の密輸ボスにしている。房子は牛込のハワードが建てた邸宅に住んでいる。
張
ハワードが日本に残した腹心。房子の密輸補佐の三国人。福々しく肥っている。表向きは貿易会社経営者だが、高級腕時計など高い課税品を密輸している。船の無線電手や船員まで一味に抱きこんでいるやり手。
18号
取引時に番号で呼ばれる下っ端の密輸品買人。敏夫は「19号」だった。人のよさそうな、目や鼻や口もとのシマリのない顔の大柄な男。敏夫が「19号」を辞めた後、敏夫の子分のようになる。前科がある。「18号」が警察に逮捕されたことから、房子の「イタリア亭」に足がつく。
富田
税関吏。大柄で情熱的な目をした寡黙な青年だが、笑うと白い歯が見える。真面目で朴訥な性格。芝浦の独身寮住い。九州の郷里に許婚・浅子がいるが、三津子に一目ぼれする。
萩原達
テノール歌手。若い独身。歌子のつばめ（愛人）。歌子邸の間借人。田舎の大金持ちの息子で美男だが、頭がカラッポ。三津子に恋しているが優柔不断で歌子に逆らえず、三津子に見限られる。
高橋ゆめ子
アルト歌手。歌子の同級生で老嬢。これといった実害も受けていなかったが、長年の歌子のわがままと芸術家気取りに我慢ならない思いを抱いていた。歌子邸の間借人だったが家賃滞納で、山路一家の入居の代りに追い出された。昔のファンの伝手で「イタリア亭」のクローク係に就職し、マダムの房子に実直な働きぶりを見込まれ会計係に昇格する。房子の密輸の腹心ともなり、ハワード邸で房子と同居。三津子と敏夫を密輸仲間に入れることを房子に勧めた。普段は化粧せず地味だが、派手に着飾り厚化粧をすると意外と若く化ける。
大川順
バス歌手。妻と4人の子供と一緒に歌子邸に間借している。大食漢で肥っている。
伊藤広
バリトン歌手。妻と一緒に歌子邸に間借している。自惚れの強い皮肉屋。房子の情人になって贅沢三昧する夢をみながら、「イタリア亭」で「闘牛士の歌」を歌う。
松本
税理士。都心の税務署員。敏夫の中学時代の同級生。富田の友人。
渋谷区の税務署の資産税係長
松本の元上司。外柔内剛型で、敏夫の交渉にもかかわらず、歌子の遺産の相続税額を一銭も負けない。
歌子邸の老女中
永年の経験で、歌子のヒステリーがはじまると、ムジナのように自分の巣に逃げる。
月島あられ製造本舗の主人
山路家の隣人。山路家が引っ越す時に駄洒落を言いながら、焼きたての煎餅の大袋を餞別にくれた。
Nデパートのオールド・ミスの同僚
脂性の手をしているので受話器がべたつく。三津子にかかってくる敏夫の電話を恋人と疑い、三津子に会いに靴下を買いに来る萩原を怪しい目で眺め、2人を羨む。
築地の写真屋の主人
敏夫が、女ができるごとに記念写真を撮っていた店の男。懇意になると敏夫とグルになり、店のショーウインドーに外国の映画俳優風にとびきり上等に撮った敏夫の肖像写真を引き伸ばして飾り、カモの女を引っかけていた。敏夫は歌子を脅かすため、コルレオーニの写真の加工や小細工を、この写真屋に依頼した。
「さかさクラゲ」のホテルの女主人
敏夫が女を連れ込む常連宿の女主人。三津子と家出直後、しばらくの間そこに泊まるが、三津子を一目見て本命だと見抜き、敏夫の肩を叩いて応援する。
幸福号の船長
敏夫が買った木造の機帆船・深川丸の老練な船長。不景気で船ごと敏夫に買われて「幸福号」の船長となる。変り者の独身で、どこか暗いところがあるが、底知れぬ頼もしい人柄で敏夫と気が合い、いいコンビになる。
健
幸福号の機関士。船長の相棒。暗い目をしているが、日焼けした頬がまだ赤い若者。
木の丸商事の社長
文永精糖株式会社の下請会社の社長。張の密輸入品をたびたび扱っている。横浜に精糖倉庫を持っている。
横浜の倉庫番
小柄の男。PX流れのアメリカ煙草を半額で買い、違うケースに入れ替えて吸っている。
佐成刑事
18号を逮捕した刑事。
船員に化けた税関吏
密輸品売人の船員になりすまし「18号」を捕獲する。大柄。
税関審理課長
痩せた鷹のような男。「18号」を取り調べ、房子への糸口を聞き出す。

## 作品評価・研究
『幸福号出帆』は、過去の栄光に生きる芸術家の醜悪さ、混血児、密輸、オペラの世界など、様々な要素を盛りだくさん描いた娯楽小説であるが、反響は少なく、ほとんど論究がなされていなかった作品であるが、近年になって、フランス文学の影響や、『鏡子の家』との関連性で、その価値が問い直されている作品である。なお、三島自身は『幸福号出帆』について、〈完全に失敗した新聞小説であるが、自分ではどうしても悪い作品と思へない〉と述べている。
遠藤伸治は、三島を「方法意識の明確な作家」とした上で、「彼が新聞掲載のエンターテイメント小説に関して、どのような小説技法や戦略を意識し、実践したのかを究明することは、三島文学におけるエンターテイメント性の問題につながる」と提起している。
鹿島茂は、三島が「大衆小説という隠蓑」を利用し、西欧の近代小説から学んだ様々な技法や理念を密かに『幸福号出帆』で「実験」していたとし、そこで有効性を確認した技法や様式は、次作の純文学作品『鏡子の家』をパースペクティブに入れて実験されたものだったと指摘している。しかしそれはそのまま移行し利用されたのではなく、『鏡子の家』では「それと一目では見抜けぬほどソフィスティケイト（洗練）されたもの」になり、「『幸福号出帆』は、『鏡子の家』に対して、プルーストの『楽しみと日々』が『失われた時を求めて』に対するのと同じような関係」を持ち、前者の実験がなければ、後者は生まれなかった関係だと鹿島は解説し、「舞台に使われているのが、晴海や月島、勝鬨橋など、共通しているのも、両者の類縁性を感じさせる」と述べている。
藤田三男は、主人公の兄妹について、「兄妹は近親相姦的な、ほとんど性愛によって結ばれた関係とも思えるほどに親密である。そこに三島由紀夫が終戦直後に妹美津子を失い、その死を『敗戦より痛恨事』とした思いの深さを重ねることができる」と述べている。そして、ヒロインの三津子が兄・敏夫との「絶対的な関係」を失いかけると、自分の「純潔」を他の男に与えると、兄に宣言することに触れ、「この異形の兄妹愛がこの物語の〈幸福〉のキイワードである」と解説している。
鈴木靖子は、『幸福号出帆』の主人公の兄妹愛と、三島の短編『水音』で綴られている兄・正一郎と妹・喜久子の、〈この兄妹の愛は恋愛に近いもので、二人の間を妨げてゐるものは、羞恥と怖れに他ならぬと思はれた〉という関係と同じであるとし、「敏夫と三津子の近親相姦的危険な兄妹愛は、真の兄妹であると信じて疑わないところに成りたっているのである。だから、最後に明かされる〈敏夫は歌子の子であった〉という事実を、兄妹が知ることがないかぎり二人は、甘美な危険な〈愛〉を生き続けることができるのである」と解説している。

## 映画化
『幸福号出帆』（製作：関文グループ＋三宝プロダクション。配給：東映セントラルフィルム）。
1980年（昭和55年）11月15日封切。カラー・スタンダード 1時間52分。
※ 昭和55年度芸術祭参加。

### スタッフ
- 監督：斎藤耕一
- 脚本：清水邦夫
- 撮影：兼松凞太郎
- 音楽：服部克久
- 美術：朝倉摂
- 照明：太田耕治
- プロデューサー：村上範武、近藤治夫
- 企画：葛井欣士郎
- 製作：森川幸美、村松正之
- 録音：沼田和夫
- 編集：杉原よ志
- 衣裳・スタイリスト：松田光弘、芦田淳
- 助監督：笠倉隆
- スチール：谷口雅範
- その他：西沢敬一

### キャスト
- 山路三津子：藤真利子
- 敏夫：倉越一郎
- 正代：加藤治子
- ゆめ子：岸田今日子
- 山岡房子：江波杏子
- コルレオーニ歌子：高峰三枝子
- 張：岡田英次
- 富田次郎：光田昌弘
- 18号：森本レオ
- 一丸：林ゆたか
- ケン：藤村泰介
- 船長：佐藤允
- 萩原達：中尾彬
- 伊藤広：大泉滉
- 大川順：五十嵐喜芳
- ロック・グループ：将軍

## おもな刊行本
- 『幸福号出帆』（新潮社、1956年1月30日） NCID BN15736053
  - 装幀：田崎広助。紙装。フランス装。黄色帯。321頁
- 文庫版『幸福号出帆』（集英社文庫、1978年6月30日）
  - カバー装幀：毛利彰。解説：磯田光一
- 文庫版『幸福号出帆』（ちくま文庫、1996年7月24日）
  - 装幀：安野光雅。カバー装画：山本容子。カバーデザイン：渡辺和雄
  - 解説：鹿島茂「『幸福号出帆』と『鏡子の家』の関係」
- 文庫版『幸福号出帆』（角川文庫、2010年11月25日）
  - カバー装幀：國枝達也。金色帯。帯（表）に著者肖像写真。
  - 解説：藤田三男

### 全集収録
- 『三島由紀夫全集8巻（小説VIII）』（新潮社、1974年9月25日）
  - 装幀：杉山寧。四六判。背革紙継ぎ装。貼函。
  - 月報：奥野健男「三島由紀夫への私的な想い」。《評伝・三島由紀夫17》佐伯彰一「伝記と評伝（その8）」。《同時代評から17》虫明亜呂無「日本浪曼派と学習院」
  - 収録作品：「恋の都」「陽気な恋人」「芸術狐」「S・O・S」「屋根を歩む」「幸福号出帆」
  - ※ 同一内容で豪華限定版（装幀：杉山寧。総革装。天金。緑革貼函。段ボール夫婦外函。A5変型版。本文2色刷）が1,000部あり。
- 『決定版 三島由紀夫全集5巻 長編5』（新潮社、2001年4月10日）
  - 装幀：新潮社装幀室。装画：柄澤齊。四六判。貼函。布クロス装。丸背。箔押し2色。
  - 月報： 売野雅勇「言葉の音楽」。長野まゆみ「三島由紀夫が終わせたもの」。［小説の創り方5］田中美代子「女人変幻」
  - 収録作品：「女神」「沈める滝」「幸福号出帆」「『沈める滝』創作ノート」「『幸福号出帆』創作ノート」